# Тельная, Елена Львовна
Елена (Алёна) Львовна Тельная (укр. Олена Львівна Тельна; 22 января 1993, Розовка, Ясиноватский район, Донецкая область) — украинская футболистка, защитница клуба «Мариуполь».

## Биография
Воспитанница клуба «Дончанка» (Донецк). С 2008 года выступала за его основную команду в высшей лиге Украины, провела в её составе пять сезонов и забила 8 голов в матчах высшей лиги. Бронзовый призёр чемпионата Украины и финалистка Кубка Украины 2012 года.
В начале 2013 года перешла в одноимённый клуб из России (г. Азов). Дебютный матч в чемпионате России сыграла 16 марта 2013 года против «Зоркого», отыграв все 90 минут. Всего за два неполных сезона сыграла 10 матчей в высшей лиге России. После вылета клуба в первую лигу спортсменка вернулась на Украину.
В 2014 году числилась в составе «Ильичёвки» (Мариуполь), но не сыграла ни одного матча из-за травмы. В 2015 году перешла в клуб «Жилстрой-2» (Харьков), с которым стала бронзовым призёром чемпионата Украины, сыграв 10 матчей, но в конце сезона получила травму колена. В следующем сезоне её команда завоевала золотые награды чемпионата, но футболистка сыграла только 2 матча и по окончании сезона покинула клуб.
После некоторого перерыва возобновила карьеру весной 2019 года в составе «Мариупольчанки» в первой лиге Украины, а с сезона 2019/20 играет со своим клубом в высшей лиге.
Выступала за молодёжную сборную Украины, провела 10 матчей в трёх розыгрышах молодёжного чемпионата Европы в отборочных стадиях.